# Milema
Genre
Milema est un genre d'araignées aranéomorphes de la famille des Telemidae.

## Distribution
Les espèces de ce genre se rencontrent en Thaïlande et au Viêt Nam.

## Liste des espèces
Selon World Spider Catalog (version 23.5, 07/09/2022) :
- Milema lorkor Zhao & Li, 2022
- Milema nuichua Zhao & Li, 2022
- Milema sai Zhao & Li, 2022

## Systématique et taxinomie
Ce genre a été décrit par Zhao et Li en 2022 dans les Telemidae.

## Publication originale
- Lin, Zhao, Koh & Li, 2022 : « Taxonomy notes on twenty-eight spider species (Arachnida: Araneae) from Asia. » Zoological Systematics, vol. 47, no 3, p. 198-270 (texte intégral).